# Konsulat Belgii w Gdańsku
Konsulat Belgii w Gdańsku (fr. Consulat de Belgique à Dantzig, nid. Consulaat van België in Danzig) – belgijska placówka konsularna mieszcząca się w Gdańsku.

## Kierownicy konsulatu
- 1831-1833 - A. J. Mathy, konsul
- 1833-1866[1] - Anton Franz Mathy, konsul (-1866)
- 1867-1874 - George Wilhelm Baum, konsul
- 1874-1883 - Edouard Lignitz, konsul
- 1883-1894 - Max Gustav Steffens, konsul (1843-1894)
- 1894-1914 - Eugène Patzig, konsul (1852-1930)

- 1919-1920 - Osborne, agent konsularny
- 1921-1934 - Maurice Valcke, konsul/konsul generalny
- 1935-1936 - Alphons Locht, konsul
- 1938-1940 - Georg Hallmann, konsul

- 1948 - Edouard François Giacomini, konsul[2]

## Siedziba

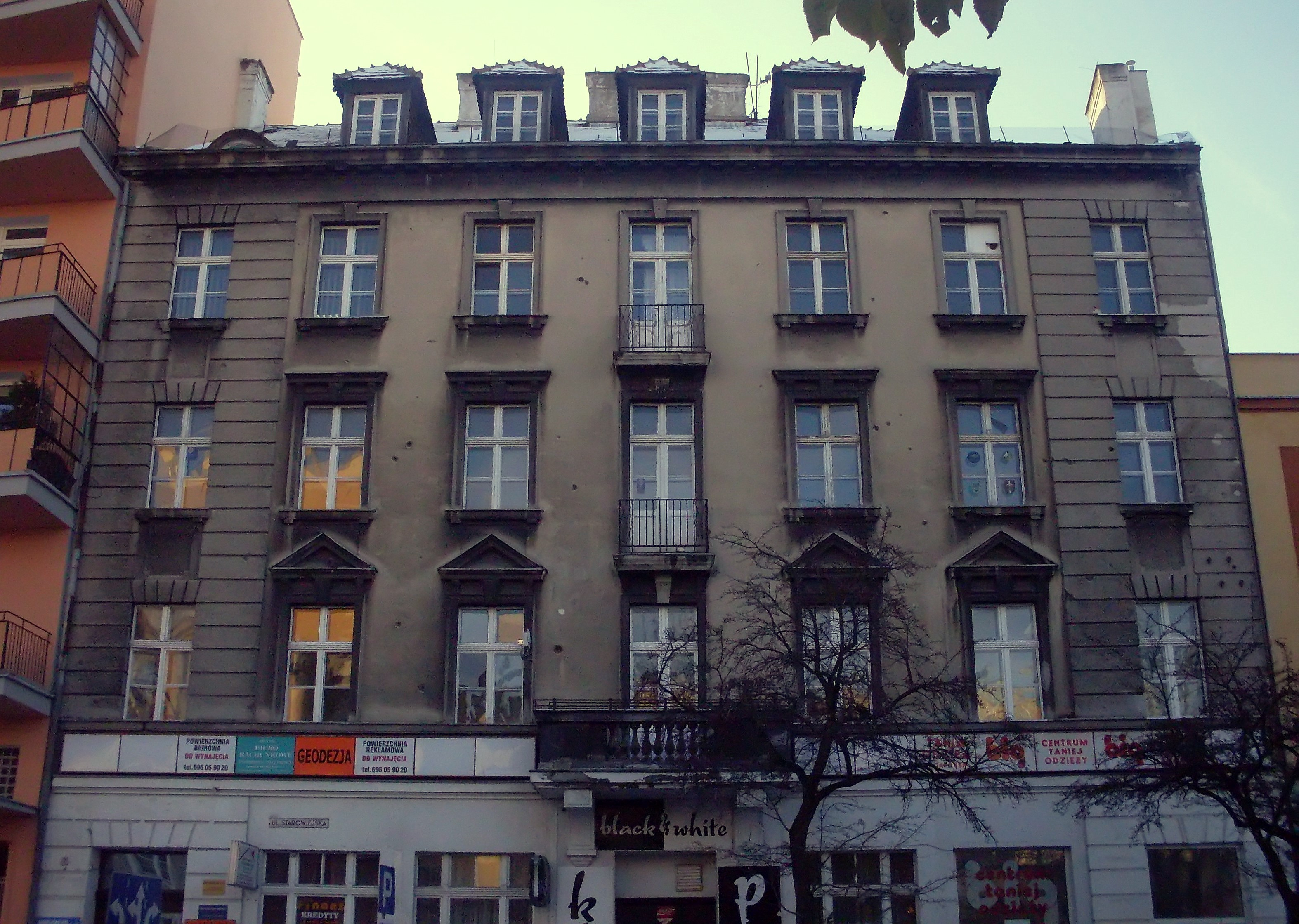
b. siedziba Konsulatu Belgii w b. hotelu Centralnym w Gdyni (1946)

- 1839-1844 - Große Hossennähergasse 683, ul. Pończoszników 5, ob. Długie Pobrzeże 2,
- 1867 - Lastadie 39, ob. ul. Lastadia,
- 1870-1874 - Lastadie 39a,
- 1876-1880 - Ankerschmiedegasse 9, ob. ul. Kotwiczników,
- 1886-1890 - Langenmarkt 41, ob. Długi Targ,
- 1897-1911 - Steindamm 25a, ob. ul. Kamienna Grobla,
- 1912-1914 - Hopfengasse 74, ob. ul. Chmielna,
- 1921 - Elisabethwall 9, ob. Wały Jagiellońskie,
- 1922 - Hansaplatz 3, ob. nie istnieje,
- 1925-1934 - Hansaplatz 13,
- 1935-1939 - Holzmarkt 15, ob. Targ Drzewny
- 1940 - Stadtgraben 5, ob. ul. Podwale Grodzkie[3]

Po II wojnie światowej w 1946, funkcjonował konsulat Belgii w Gdańsku, z siedzibą w hotelu Centralnym w Gdyni przy ul. Starowiejskiej 1.